# Svarabhaktivocaal
Een svarabhaktivocaal is een klinker, vaak de toonloze e, die om de uitspraak te vergemakkelijken wordt ingevoegd tussen een medeklinker (meestal r of l) en een onmiddellijk daaropvolgende medeklinker. Het betreft een vorm van epenthesis.

## Kenmerken
In het Latijnse alfabet bestaat geen specifiek karakter voor de svarabhaktivocaal. Ze klinkt als een doffe e, de zogenoemde sjwa, zoals we die horen in het lidwoord "de". Ze wordt alleen ingevoegd na een r of een l en nooit voor een s of een t. Een spreker die de zogenaamde vette l gebruikt voor de letter l, is sneller geneigd tot het invoegen van de svarabhaktivocaal tussen deze en de volgende medeklinker.

## Houding tegenover de svarabhaktivocaal
Volgens OnzeTaal vindt niet iedereen het invoegen van de svarabhaktivocaal 'netjes', maar is het 'in de alledaagse spreektaal [van de Randstad] heel gewoon deze klank in te voegen - we doen het allemaal.'

## Etymologie
Het woord svarabhaktivocaal is afgeleid uit de Oud-Indische woorden svara (klank, klinker) en bhakti (gedeelte, scheiding).

## Voorbeelden
| Woord | Uitspraak met de svarabhaktivocaal |
| ----- | ---------------------------------- |
| markt | /'mɑrəkt/ (marrekt)                |
| kerk  | /'kɛrək/ (kerrek)                  |
| help  | /'hɛləp/ (vaak /'hɛɫəp/) (hellep)  |